# NGC 1130
NGC 1130 este o galaxie lenticulară situată în constelația Perseu. A fost descoperită în 8 decembrie 1855 de către William Parsons, 3rd Earl of Rosse⁠(d). Se află la o distanță de 83,55 de megaparseci de Pământ.